# Lorenzo Wiebers
Lorenzo Wiebers (Paramaribo, Surinam, 2 de febrero de 1977) es un futbolista surinamés que juega en la posición de defensa. Su último equipo fue el SV Robinhood, de la Primera división de Surinam.

## Carrera profesional
Wiebers debutó en la década del 90 en el Royal'95 de la SVB Hoofdklasse quedándose en el club hasta el 2007, año de su traspaso al Tobago United, de la TT Pro League de Trinidad y Tobago, donde jugó durante dos años. En el 2009 regresó a Surinam, al SV Robinhood.

## Selección nacional
Wiebers es internacional con la selección de Surinam donde ha jugado en 12 ocasiones (ningún gol anotado). Participó en las eliminatorias al Mundial de 2010, disputando tres encuentros.

## Palmarés

### Campeonatos nacionales
| N.º | Título                      | Club         | País    | Año/Temporada |
| --- | --------------------------- | ------------ | ------- | ------------- |
| 1   | Primera división de Surinam | SV Robinhood | Surinam | 2011-12       |